# Pruszków
Pour les articles homonymes, voir Pruszków (homonymie).
Pruszków () est, avec un peu moins de 60 000 habitants, la plus grande ville de la banlieue de Varsovie et la cinquième ville de la voïvodie de Mazovie par sa population. Traversée par la rivière Utrata (pl), elle est située au sud-ouest de la capitale, à une quinzaine de kilomètres de son centre-ville.
La ville accueille plusieurs activités industrielles et commerciales : y sont implantées des usines pharmaceutiques (Herbapol (pl)) et cosmétiques (L'Oréal), ainsi que des centres logistiques (avec notamment le Millennium Logistic Park Pruszków et le terminal ferroviaire à conteneurs).
C’est aussi un important centre de sport et de loisirs du Sud-Ouest de l'agglomération de Varsovie (pl), avec la salle de sport « Znicz », un stade de football (pl), le centre de cyclisme sur piste « BGŻ Arena » (où avaient été organisés en 2008 le Championnat d'Europe et en 2009 le Championnat du monde), le parc aquatique « Kapry » et quatre parcs (dont le Parc des Potulicki, avec un aménagement de l'espace unique) ; enfin c’est un centre universitaire et sportif (avec l'École supérieure de la culture physique et du tourisme et le siège de la Fédération polonaise de cyclisme (pl)).

## Histoire
Le plus vieux quartier de Pruszków s'appelle Żbików (pl) (couvrant la partie nord de la ville), on en trouve une mention précise dans un écrit datant de 1236.
Dans le village de Tworki (devenu aujourd'hui l’un des quartiers de Pruszków), un hôpital psychiatrique a été construit en 1891 ; il est désormais intégré au centre hospitalier universitaire de Varsovie.
Pendant la Première Guerre mondiale, durant la Bataille de Pruszków (pl) (du 12 au 18 octobre 1914), les troupes russes réussirent à repousser les Allemands à l'ouest.
Pendant la Seconde Guerre mondiale, les nazis ont tué environ 1 500 Juifs (soit la quasi-totalité de la population juive de Pruszków). Près de 100 personnes ont été tuées en tant que soldats de l'armée polonaise sur les fronts de la Seconde Guerre mondiale, et 100 autres en tant que soldats de l'armée de résistance clandestine AK (Armia Krajowa). En 1944, s’y trouvait le camp de transit allemand Dulag 121 où furent emmenés les habitants de Varsovie déplacés par les nazis. Le 17 janvier 1945, Pruszków a été libérée de l'occupation allemande et prise par les troupes de la coalition dirigée par l'Armée rouge. Le 26 mars 1945, seize représentants de l'État polonais clandestin, invités à négocier dans une villa de Pruszków, ont été arrêtés par le NKVD et déportés à Moscou, puis assassinés.
Après la guerre, Pruszków est devenu l'un des plus grands centres industriels de Mazovie.
Dans les années 1990, la ville s'était rendue célèbre pour l'organisation criminelle qui s'y était développée à la suite de la chute du communisme, défrayant régulièrement la chronique. Sous la coupe du gangster Andrzej Kolikowski, la « mafia de Pruszków » rivalisait avec celle de Wołomin pour le contrôle du marché de la prostitution illégale et du trafic de drogue, autant dans les banlieues qu'à Varsovie. Ces réseaux ont été démantelés par la police à la fin des années 1990.

## Monuments classés
- Gare de Pruszków
- Église paroissiale Saint-Casimir
- Cimetière catholique-romain et cimetière juif
- Manoir des Potulicki (palais et parc du XIXe siècle)
- Musée de la métallurgie ancienne de Mazovie, situé près du manoir des Potulicki
- Villa "Orleówka" avec son jardin,
- Palais "Sokół"
- Żbików : Église de l'Immaculée Conception, Bâtiment ZNTK Pruszków
- Tworki : Église de la Transfiguration, ensemble architectural et urbain de l'hôpital

## Économie

### Histoire

#### Industries fondées à la fin duXIXesiècle
- usine de crayons « Stanisław Majewski et Cie »
- faïencerie de Jakub Teichfeld, puis Porcelit Pruszków
- briqueterie Żbików des frères Hoser
- fabrique de bleu outremer « Sommer et Nower » (pl)
- atelier de réparation de matériel ferroviaire (devenu plus tard ZNTK Pruszków (pl))

Toutes ces usines ont disparu.

#### Industries fondées auXXesiècle
- CHP
- usine de machines-outils, puis les installations industrielles "1-go Maja" («1er mai»)
- plantes médicinales "Herbapol" Pruszków
- usine de téléviseurs Daewoo Electronics Manufacturing Poland Sp.. z o. o.

### Chiffres de l'emploi
À Pruszków, 10 554 entités de l'économie nationale sont enregistrées (statut REGON au 30 novembre 2020), dont :
- 10 236 micro-entités (0-9 salariés),

- 261 petites entités (10-49 salariés),

- 50 entités de taille moyenne (50-249 salariés),

- 7 grandes entités (6 avec 250 à 999 salariés ; 1 avec un effectif d’au moins 1 000 salariés).

- 110 entités appartiennent au secteur public, dont la plus grande de la ville, 2 avec entre 250 et 999 employés et 21 entités de taille moyenne.

La structure du secteur est dominée par les entreprises commerciales proposant des réparations de véhicules (24,1 % du total) et les entités liées aux activités professionnelles, scientifiques et techniques (13,1 %). Il existe de nombreuses usines industrielles, entreprises de construction, sociétés de transport et entités s'occupant de l'information et de la communication.
Taux de chômage (données GUS à fin novembre 2020) :
- Pologne – 6,1 %,

- voïvodie de Mazovie – 5,1 %,

- District de Pruszków – 3,6 %.

En novembre, 2800 personnes étaient enregistrées au Bureau du travail du district de Pruszków. sans emploi.

## Sports
Le club municipal des sports de Pruszków "Znicz" possède une équipe de football masculine classée en première ligue nationale et deux équipes de basket (une masculine et une féminine). Plusieurs autres associations sportives existent en ville (athlétisme, arts martiaux, boxe, musculation, handball, volley-ball, roller-hockey, cyclisme, tennis…). Pruszków a également une piscine couverte, une piste couverte de cyclisme et une salle de sport.

## Les districts et les quartiers de Pruszków
- Bąki (pl) - partie nord-est de la ville,
- Gąsin - partie nord-ouest de la ville,
- Malichy (pl) - partie nord-est de la ville,
- Ostoja - partie sud-est de la ville,
- Staszic (A et B) - partie occidentale de la ville,
- Tworki (pl) - centre-ville,
- Osiedle Parkowe (pl) - centre-ville,
- Osiedle Prusa - partie sud de la ville,
- Wyględówek (pl) - partie orientale de la ville,
- Żbików (pl) - partie nord de la ville.

## Communes environnantes
- Brwinów,
- Michałowice,
- Ożarów Mazowiecki,
- Piastów.

## Transports
La première gare de la voie de chemin de fer Varsovie-Vienne a été construite à Pruszków au XIXe siècle et en 1927 s’y arrêtait la première navette ferroviaire électrique de Mazovie.
La ville est aujourd’hui desservie par la ligne de chemin de fer no 1 Varsovie - Katowice et deux lignes navettes : WKD Varsovie - Grodzisk Mazowiecki / Milanówek et S1 Pruszkow - Varsovie - Otwock.
Le 1er mars 2011 la très attendue ligne L11 est lancée : elle fait la navette entre la gare ferroviaire et le quartier Staszic. Le quartier de Staszic est aussi relié à la Gare centrale de Varsovie par la ligne de nuit N85.

## Maires successifs
- Edmund Wargenau (1917-1919)
- Józef Piltz (1919-1920)
- Józef Cichecki (1920-1934)
- Stanisław Gruszczyński (pl) (1934-1939)
- Franciszek Piątek (1939)
- Franciszek Jagodziński (1939-1940)
- Antoni Hebrowski (1940-1941)
- Stanisław Koper (pl) (1941)
- Julian Winer (1941-1945)
- Wacław Mańkowski (1945)
- Stefan Witkowski (1945)
- Edward Paszke (1945-1946)
- Stanisław Dill (1946-1948)
- Zygmunt Zmorzyński (1948-1950)
  - pas de maire de 1950 à 1980
- Andrzej Rokita (1980-1987)
- Andrzej Antoni Pawliński (1987-1989)
- Józef Michalak (1989-1990)
- Konrad Kosiński (pl) (1990-1992)
- Jerzy Sierak (pl) (1992-1995)
- Euzebiusz Kiełkiewicz (pl) (1995-1998)
- Jan Starzyński (pl) (depuis 1998-2018).
- Pawel Makuch (2018-2024)
- Piotr Bąk (depuis 2024)

## Relations internationales

### Jumelages et partenaires
- Esslingen am Neckar ( Allemagne) [3]
- Impruneta ( Italie) [4]
- Prószków ( Pologne) [5]

## Personnalités liées à la ville

### Personnalités politiques
- Bronisław Chajęcki (pl) - professeur, chef scout, soldat, vice-président de Varsovie
- Józef Cichecki (1888 – 1953) - maire de la ville dans les années 1920[6]
- Czeslaw Gawlikowski (1899-1984) - médecin, résistant et patriote
- Bronisław Komorowski - ministre de la Défense nationale, puis Maréchal de la Diète, président de la République depuis 2010
- Józef Kwasiborski (pl) - journaliste polonais et militant démocrate-chrétien sous la IIe. République
- Kazimierz Janczewski (pl) - l’un des leaders de la minorité polonaise en Lituanie
- Andrzej Stelmachowski (en) - avocat et homme politique, soldat

### Personnalités des arts et lettres
- Michał Głowiński (pl) - romancier, essayiste, historien et théoricien de la littérature, professeur
- Zbigniew Jerzyna (pl) - poète, dramaturge, essayiste, rédacteur en chef
- Jan Lechoń - poète, romancier, critique littéraire, membre de la Skamander poétique
- Wojciech Żukrowski (pl) - écrivain, romancier, poète, journaliste
- Alicja Majewska - chanteuse
- Wojciech Młynarski - chanteur, compositeur, poète
- Koji Kamoji (pl) - sculpteur, peintre et graphiste
- Greg de Vars - penseur, peintre, écrivain, poète, chanteur[réf. nécessaire]

### Personnalités religieuses
- Bogdan Bartołd (pl) - prêtre catholique, longtemps recteur de la cathédrale académique Sainte-Anne et de l'église Saint-Jean-Baptiste de Varsovie
- Henryk Hoser - archevêque
- Roman Indrzejczyk (pl) - curé de la paroisse Saint-Édouard de 1966 à 1986, aumônier de la section locale du syndicat "Solidarité", aumônier du président de la République de 2005 à 2010, poète
- Jan Twardowski - prêtre catholique, poète, soldat, recteur de l'église des Sœurs de la Visitation de Varsovie

### Autres personnalités
- Stefan Woyda (pl) - archéologue, fondateur et directeur du Musée de la métallurgie ancienne de Mazovie
- Aleksander Kamiński - chef scout, enseignant, éducateur, fondateur de la méthode scoute, l'auteur de «Kamienie na szaniec»
- Andrzej Kolikowski (pl) - chef du «gang de Pruszków» dans les années 1990
- Jacek Gmoch - footballeur, entraîneur de l'équipe nationale polonaise de football
- Robert Lewandowski - footballeur
- Zdzisław Piotr Świderski, chercheur polonais en parasitologie